# Büyükdoğan, Halkapınar
Büyükdoğan là một xã thuộc huyện Halkapınar, tỉnh Konya, Thổ Nhĩ Kỳ. Dân số thời điểm năm 2011 là 346 người.